# Lasioglossum melan
Lasioglossum melan är en biart som beskrevs av Ebmer 1980. Lasioglossum melan ingår i släktet smalbin, och familjen vägbin. Inga underarter finns listade i Catalogue of Life.